# اگنیسبورت
اگنیسبورت (به هلندی: Agniesebuurt) یک منطقهٔ مسکونی در هلند است که در Rotterdam municipality واقع شده‌است.